# ダルビニンクー・ジョディス (マリヤンポレ)
『ダルビニンクー・ジョディス』（リトアニア語: Darbininkų žodis）は、リトアニア社会民主党の機関紙。1908年から1909年までマリヤンポレで発行されていた。

## 歴史
創刊号は1908年12月に発行された。全5号。
編集者はジグモンタス・アンタナス・アレクサ。第5号と第6号は、彼が逮捕されたためにプラナス・リンギスが編集を務めた。